# Centro Olimpico del Fondo
Il Centro Olimpico del Fondo, chiamato anche Pragelato Plan per via della zona in cui sorge, è un impianto sportivo di Pragelato (Torino) realizzato per i XX Giochi olimpici invernali e i IX Giochi paralimpici invernali, disputati entrambi a Torino nel 2006. L'impianto ospitò tutti gli eventi di sci di fondo e le prove di sci di fondo della combinata nordica ai Giochi olimpici e tutti gli eventi di biathlon e sci di fondo ai Giochi paralimpici.

## Storia
L'impianto venne realizzato nel periodo 2003-2004, con fondi pubblici, dall'Agenzia Torino 2006 per ospitare tutti gli eventi di sci di fondo e le prove di sci di fondo della combinata nordica ai Giochi olimpici e tutti gli eventi di biathlon e sci di fondo ai Giochi paralimpici di Torino nel 2006.
Precedentemente ai Giochi, come "test event" di prova della nuova struttura, l'impianto ospitò le finali della Coppa del Mondo di sci di fondo nel 2004 e due gare nel 2005, e due gare di Coppa del Mondo di combinata nordica nel 2005.